# 马拉尼扬齐纽
马拉尼扬齐纽是巴西马拉尼昂州的一个市镇。总面积824.044平方公里，总人口11925人，人口密度14.5人/平方公里。